# Mikołaj Radziwiłł (1515–1565)

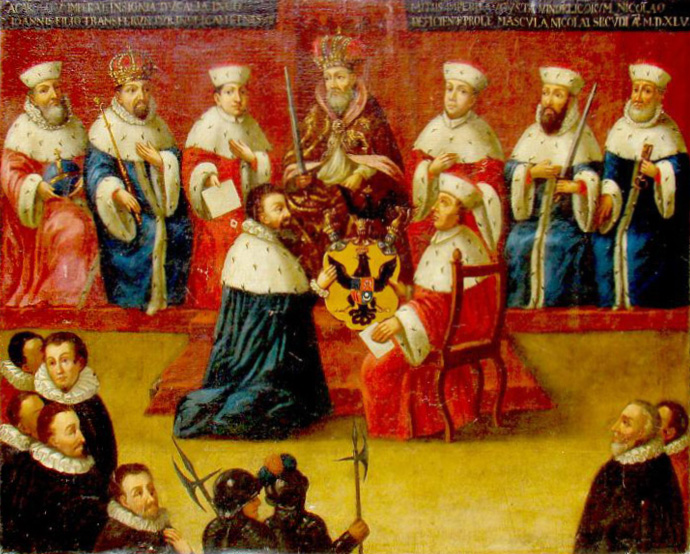
Mikołaj Radziwiłł Czarny otrzymuje od cesarza tytuł książęcy

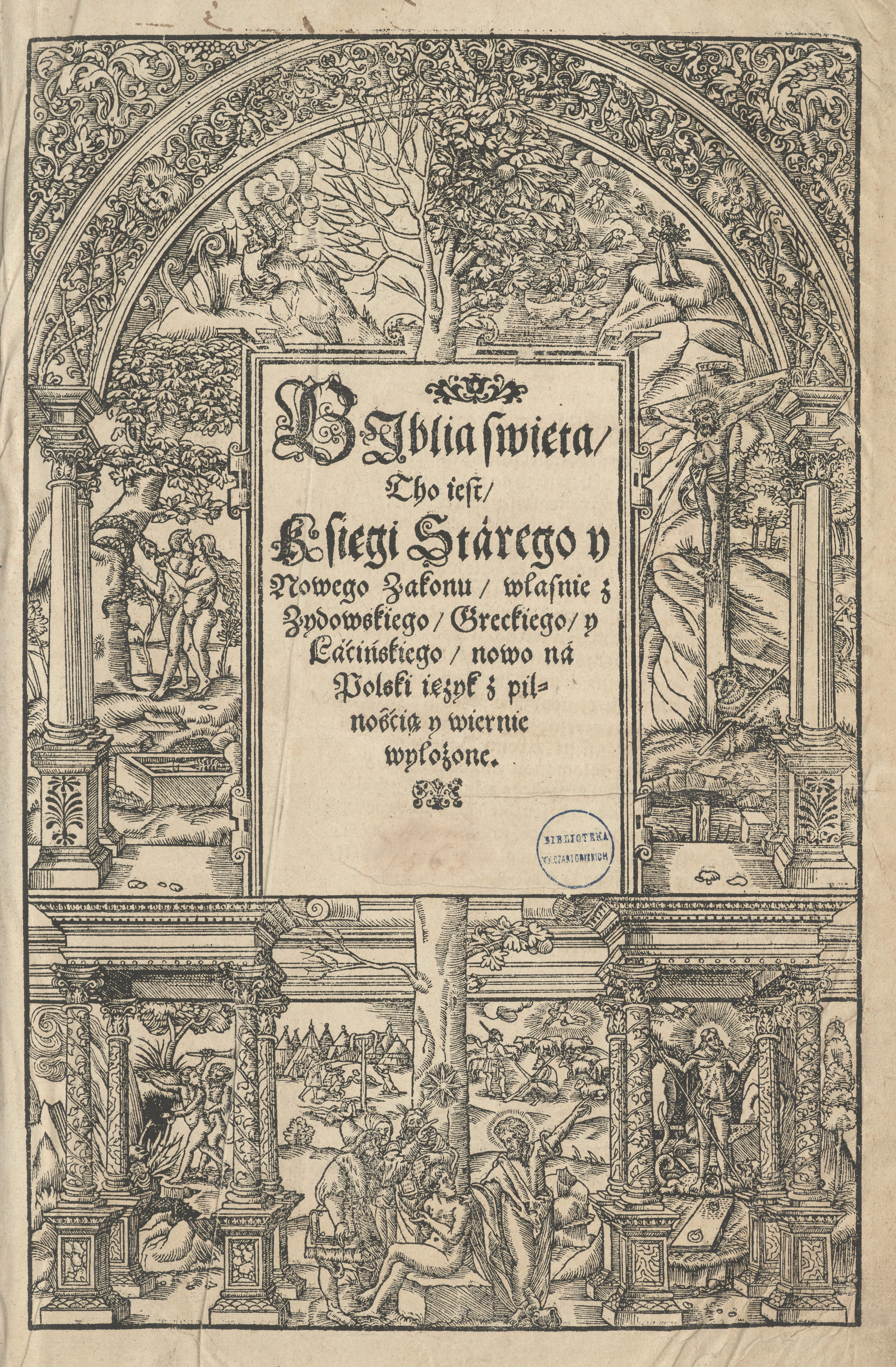
Biblia brzeska, 1563

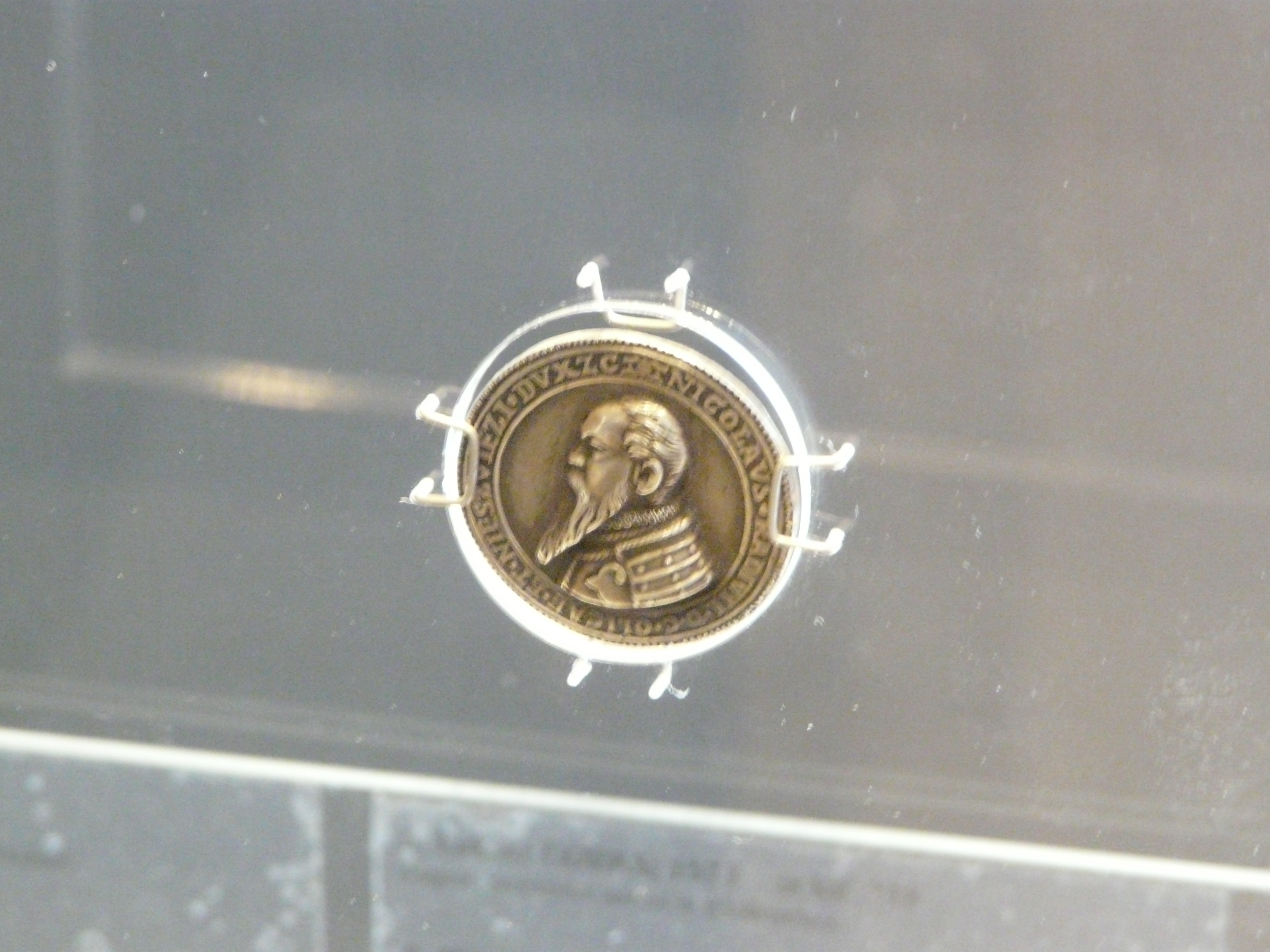
Medal Mikołaja Radziwiłła Czarnego

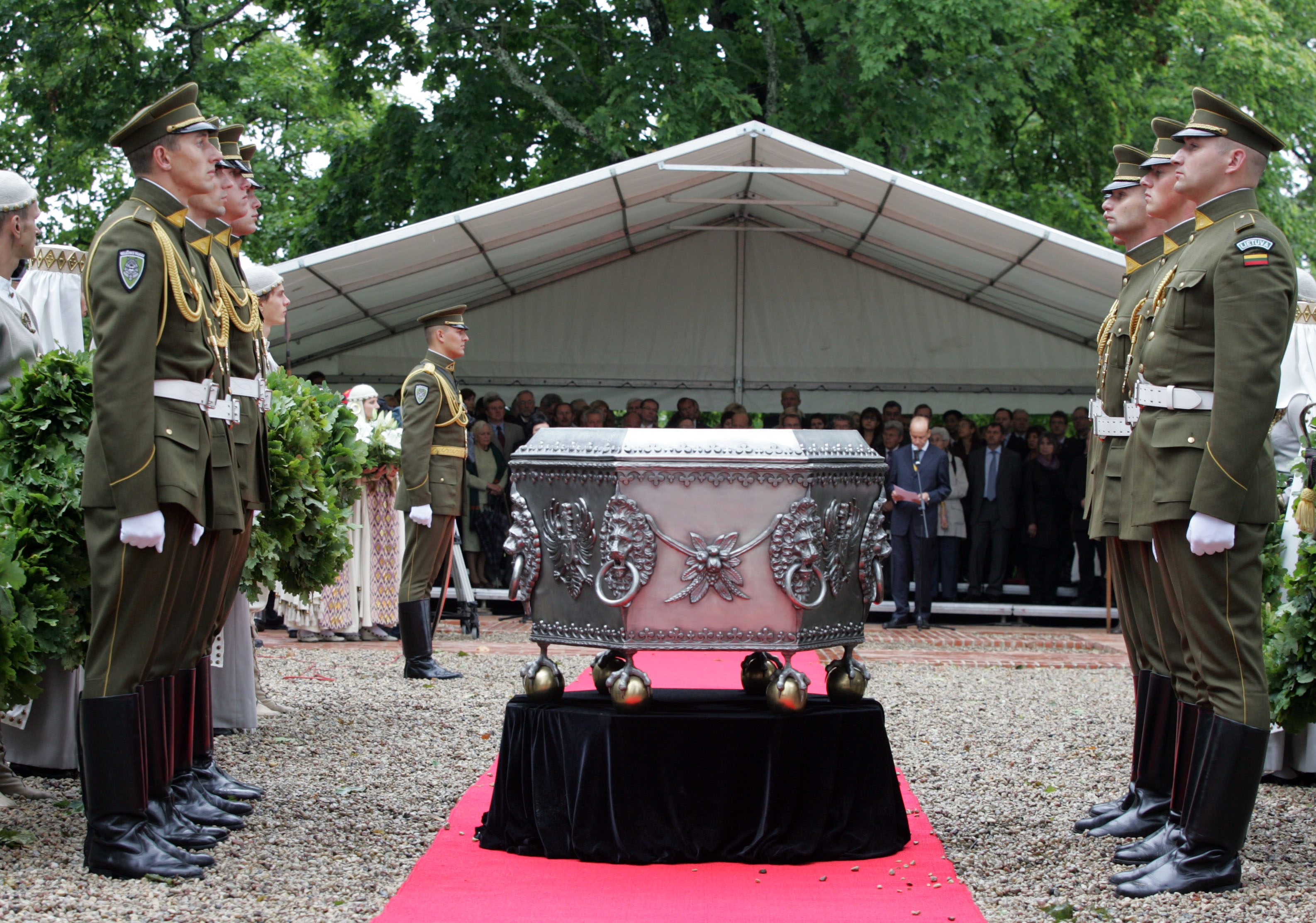
Pogrzeb Mikołaja Radziwiłła w 2009 r.

Mikołaj Krzysztof Radziwiłł książę herbu Trąby, zwany Czarnym (ur. 4 lutego 1515 w Nieświeżu, zm. 28 lub 29 maja 1565 w Łukiszkach) – marszałek wielki litewski, kanclerz wielki litewski, wojewoda wileński.
Książę od 1547, pochodzący z litewskiego rodu Radziwiłłów, syn kasztelana trockiego Jana i Anny z Kiszków herbu Dąbrowa. Wprowadził i umocnił na Litwie kalwinizm, który propagował także w Koronie, pod koniec życia poparł jednak braci polskich. Stworzył potęgę rodu Radziwiłłów.

## Życiorys

### Lata nauki i kariera
Otrzymał wszechstronne wykształcenie, studiował w Wittenberdze, następnie przebywał na dworze królewskim w Krakowie, gdzie poznał przyszłego króla Zygmunta II Augusta. Związek, a następnie małżeństwo siostry stryjecznej Mikołaja – Barbary Radziwiłłówny z Zygmuntem Augustem umocnił jego pozycję, w 1551, nadał mu Zygmunt II August przywilej chronienia w archiwum nieświeskim wszystkich dokumentów, dotyczących dziejów Wielkiego Księstwa Litewskiego: w 1544 Mikołaj został marszałkiem ziemskim, w 1550 kanclerzem, w 1551 wojewodą wileńskim, kumulując najwyższe urzędy w państwie i stając się wraz z bratem Mikołajem Radziwiłłem Rudym najbardziej wpływowym dygnitarzem na Litwie.
Od 1548 jego żoną była Elżbieta Szydłowiecka, która wniosła w posagu tzw. „Dobra Szydłowieckie” które otrzymała w spadku po ojcu Krzysztofie Szydłowieckim.

### Działalność polityczna
Mikołaj Czarny prowadził politykę mającą na celu umocnienie pozycji Wielkiego Księstwa Litewskiego, które znajdowało się w unii z Polską; w 1561 doprowadził do włączenia Liwonii do Litwy. Wzmacniał również wpływy swojego rodu nawiązując niezależne od Korony kontakty polityczne z Habsburgami. Sprzeciwiał się unii lubelskiej i z powodu tej opozycji został odsunięty przez króla od wpływu na politykę.
Na sejmie bielskim 1564 roku był świadkiem wydania przywileju bielskiego przez króla Zygmunta II Augusta.

### Protektor reformacji
W 1553 Mikołaj Radziwiłł Czarny poparł Reformację i w wyniku tego porzucił katolicyzm. Początkowo zainteresował się luteranizmem, ale dwa lata później nawiązał korespondencję z wybitnymi teologami kalwinizmu, w tym z samym Janem Kalwinem. Około 1557 przyłączył się do Zboru (Kościoła) Reformowanego (kalwinizm), którego stał się najbardziej wpływowym protektorem w Rzeczypospolitej.
W tym 1557 roku ufundował w Wilnie pierwszy na Litwie zbór i szkołę wyznania reformowanego. Wkrótce zaczął energicznie zwalczać katolicyzm i prawosławie w swoich litewskich i małopolskich posiadłościach: do 1560 odebrał katolikom kościoły w Nieświeżu, Klecku, Ołyce, Subotnikach, Mordach i Szydłowcu i przekazał je pastorom kalwińskim. Zaczął też aktywnie propagować protestantyzm, otwierając drukarnie w Nieświeżu i Brześciu, gdzie w 1563 wydrukowano Biblię brzeską, zwaną też Radziwiłłowską – pierwsze tłumaczenie całego Pisma Świętego na język polski z języków oryginalnych (Mikołaj Czarny finansował zarówno prace zespołu tłumaczącego Biblię w Pińczowie, jak i wydanie jej w Brześciu). Wspierał również działaczy reformacji, takich jak Francesco Stancaro, Szymon Budny, Marcin Czechowic i Jan Łaski.

### Poparcie braci polskich
Na początku lat 60. XVI wieku w łonie polskiego Zboru Reformowanego nastąpił spór dotyczący nauki o Trójcy Świętej. Początkowo Mikołaj Czarny poparł stronę trynitarian, wygnał nawet Szymona Budnego, którego sobór kalwiński uznał za winnego odrzucenia doktryny Trójcy. Jednak w roku 1563, przede wszystkim pod wpływem Leliusza Socyna i Jerzego Blandraty, poparł unitarianizm i zaczął aktywnie wspierać braci polskich.
Już w czerwcu 1563 roku w swoich dobrach w Mordach zorganizował synod ariański, a w następnym roku zaczął zastępować pastorów kalwińskich ariańskimi. Przekazał też do ich dyspozycji drukarnię w Nieświeżu. Wspierał również ruch antytrynitarny na arenie międzynarodowej. Próbował bronić Jerzego Blandratę oskarżonego przez Jana Kalwina oraz wspierał księcia Siemiogrodu Jana Zygmunta Zapolyę, który również popierał unitarian.
Pomimo wielokrotnych prób przekonania do katolicyzmu przez nuncjuszy papieskich, Mikołaj Czarny do przedwczesnej śmierci w 1565 roku pozostał wierny reformacji i arianizmowi. Ponieważ w chwili jego śmierci nie był jeszcze formalnie dokonany ostateczny podział polskiego obozu reformacyjnego na Zbór Większy (kalwinizm) i Zbór Mniejszy (braci polskich), obie grupy przyznają się do niego jako swojego wyznawcy i protektora.
Po śmierci Mikołaja Czarnego niedokończone dzieło wspierania kalwinizmu kontynuował Mikołaj Radziwiłł Rudy, a najważniejszymi obrońcami arian pozostali Jan Kiszka oraz jego matka księżna Anna Radziwiłłówna Kiszczyna.

### Śmierć
Pod koniec życia Mikołaj Czarny Radziwiłł chorował na podagrę. Twierdzono, że za poradą lekarza Żyda wysmarował się rtęcią, aby złagodzić cierpienia związane z chorobą. Giovanni Francesco Commendone w liście z czerwca 1565 pisał: Wkrótce po tym namaszczeniu wzmogły się bóle, dręczyły go przez całe trzy dni bez przerwy tak dalece, iż naprzód popękały mu oczy, uszy i gęba, następnie rozparło mu boki, a na koniec głowa rozszczepiła się na dwie części tak, iż opuszczony od Boga, w okropnym wyciem wyzionął ducha.
Po jego śmierci nuncjusz papieski napisał: Tak oto umarł najbardziej wpływowy człowiek w tym kraju, bez którego zgody nic nie mogło się wydarzyć.
W 2004 w pozostałościach kościoła kalwińskiego w Dubinkach znaleziono szczątki, które zidentyfikowano jako należące do Mikołaja Radziwiłła Czarnego i jego krewnych (w tym Mikołaja Rudego). 5 września 2009 odbył się ich powtórny uroczysty pogrzeb.